# Physaraceae
A Physaraceae (ICN, az ICZN szerint Physaridae) Myxogastria Physarales rendjének családja.
Gyakoribbak vizes élőhelyeken és akváriumokban.

## Történet
F. F. Chevallier 1826-ban írta le a családot.
2012-ben 18S rDNS alapján igazolták, hogy monofiletikus csoport.
Erastova et al. 2013-ban a Kelleromyxa nemzetség bazális helyzete miatt létrehozták a Kelleromyxaceae kládot, azonban e döntés nem szükségszerű, mivel a Physaraceaevel alkotott csoportja monofiletikus.
2019-ben Leontyev et al. filogenetikai alapon újradefiniálták, és több nemzetség, például a Willkommlangea ide sorolását feltételezték.
García-Martín et al. 2023-ban néhány nemzetséget újradefiniáltak, például a Diachea nemzetséget néhány korábban a Physaraceae csoportba sorolt fajjal bővítették ki, a Physarum globuliferumot és más erősen meszesedő spóratartójú fajokat a Nannengaella nemzetségbe soroltak, a Fuligo muscorum számára a Lignydium, a Physarum pezizoideumot tartalmazó kládnak a Trichamphora nevet javasolták. Összesen 22 új kombinációt javasoltak különböző nemzetségekben.

## Morfológia
Perídiumában, kapillítiuma csöveiben és – ha van – tönkjében mészlerakódások vannak. A tönk szubhipotallikus, a kapillítium üreges és 3 dimenziós hálózatot alkot, benne a mészlerakódások a csomópontokban koncentrálódhatnak vagy egyenlően eloszolhatnak a csövekben. Kolumellájuk nincs, azonban egyes fajaiban a sporotékába futó hasonló kiemelkedés lehet a tönk végén, vagy pszeudokolumella jöhet létre mészkőből. Szubhipotallikus tönkje a Didymiaceae kládtól függetlenül fejlődött ki. A Badhamia perídiuma papírszerű állagú, de fényes, egyes fajai spórái sötétek és szögletesek. A kapillítiumban lévő mész a Physaralesben csak a Physaraceae csoportra jellemző. A spóratartókban a mész mennyisége változhat, ha kevés van, a perídium törékeny és fényes. Szemben a Didymiaceae csoporttal, diverzitása filogenetikai és taxonómiai diverzitása jelentős.
Tubuláris kapillítiuma mészszemcséket tartalmazhat, vagyis primer kapillítiumát szekunder válthatta fel.
A Wilkommlangea kettős kapillítiummal rendelkezik.

## Életciklus
A Physarella oblonga kalciumot bocsát ki sporogeneziskor és a mozgó plazmódiumból a szesszilis termőtestbe való átmenetkor. Sporogeneziskor több tíz nanométeres kalcium- és elektrongazdag membránkötött sejtbeli szemcsék alakulnak ki és állnak össze, kibocsátásukkor 500–1500 nm-es gömbölyű perídiumot alkot. Ezt megfigyelték a Fuligo septica sejtjeiben keletkező szemcsékben is, azonban ezek amorfak, és nem rendeződnek kristályba.

## Kölcsönhatások
Az atkák a Physaraceae és a Didymiaceae életciklusának minden szakaszát eszik, de elsősorban a halott és bomló plazmódiumot, majd a spórákat, majd az élő plazmódiumot, végül a szkleróciumot.

## Genomika
A szincitiumos Physarum polycephalum expresszáltszekvencia-jelölőinek adatai 2008-ban jelentek meg.
Glikokonjugátum-bontó enzimekkel rendelkezik, a Fomes fomentarius-sejtfal bontásában feltehetően a legfontosabb csoport. Ezenkívül egyes fajai mikofágok is lehetnek.
I-es csoportbeli intronjai csak szülőtől utódra szállnak, nem horizontális géntranszferrel, 28S rRNS-ük L1949 és L2449 intronjai maguktól nem válnak le in vitro csupasz RNS-ként, így gazdájuk splicingfaktoraitól függnek

## Taxonómia
Tagjai többek közt a Craterium, a Leocarpus, a Fuligo, a Physarum, a Physarella, a Physarina és a Kelleromyxa nemzetségek. A Physarella a Physarumon belül ágazik el, mélyen üreges sporotékája nemcsak egyetlen leírt fajában, hanem a Physarum pezizoideumban és a Physarum javanicumban is megtalálható, e nemzetség így bővülhet. A Physarina részleges 18S rDNS-szekvenciák alappján a Physarum közeli rokona.
Jelentős mértékű homopláziái miatt legtöbb nemzetsége feltehetően a makromorfológiára hagyatkozás miatt polifiletikus, például a Fuligo nemzetséget meghatározó etáliumos termőtest legalább 6-szor jelent meg egymástól függetlenül, a tönk sokszor szűnt meg és jelent meg a csoportban – egy csoporton belül egyaránt előfordulhatnak tönkös és szesszilis fajok is.